# Ликија и Памфилија
Ликија и Памфилија (лат. Lycia et Pamphylia) је била римска провинција коју је основао цар Веспазијан 74. године. Налазила се на подручју југозападне Анадолије у данашњој Турској. Главни град провинције је био Аталија (Attalia), данашња Анталија.